# Proseč (Seč)
Proseč je malá vesnice, část města Seč v okrese Chrudim. Nachází se asi 3 km na jihovýchod od Seče. Prochází zde silnice II/343. V roce 2009 zde bylo evidováno 45 adres. V roce 2001 zde trvale žilo 41 obyvatel.
Proseč leží v katastrálním území Proseč u Seče o rozloze 6,33 km2. V katastrálním území Proseč u Seče leží i Ústupky. Dříve byla Proseč samostatnou obcí.